# Ливадица (Под)
Вижте пояснителната страница за други значения на Ливадица.
Ливадица (на гръцки: Λιβαδίτσα) е бивше село в Република Гърция, на територията на дем Воден (Едеса), област Централна Македония.

## География
Селото е било разположено в северните склонове на планината Каракамен (на гръцки Вермио), между селата Старо Под и Ошляни.

## История
Ливадица е българско село, разорено в немирните години във втората половина на XVIII век. Жителите му се изселват в Под.